# Dalmacija
Dalmacija (lat. Dalmatia, čakavski: Dalmacija, Dalmoacija) jedan je od najstarijih regionalnih pojmova u Hrvatskoj. Prvi se put spominje osme godine prije Krista kad ju je osnovao rimski car August kao naziv za područje između Promine i Cetine koje je nastanjivalo ilirsko pleme Dalmata, odnosno kao sinonim za dio Ilirika, kako su širi prostor postojbine raznih ilirskih plemena nazivali Rimljani. Spominje se i u Bibliji.
Iako se prostorni opseg Dalmacije u prošlosti znatno mijenjao i obuhvaćao i susjedne države Bosnu i Hercegovinu, Crnu Goru i Albaniju, taj se pojam održao od antičkog doba do danas jedino u dijelu Hrvatske. Dapače, na sjeverozapadu se još u srednjem vijeku proširio na dijelove jugoistočne antičke i ranosrednjovjekovne Liburnije. Do kraja I. svjetskog rata funkcionirala je Dalmacija kao posebna pokrajina u Austro-Ugarskoj Monarhiji i tada je uključivala na sjeverozapadu Rapsku otočnu skupinu, a na jugoistoku prostor Boke kotorske i Budve sve do Spiča.
Suvremeni pojam Dalmacije, ne kao upravni već kao vernakularni, tj. tradicionalni, odnosi se na područje od Velebita (odnosno Tribanj Kruščice) na sjeveru do Konavala, odnosno rta Oštro na jugu, na moru uključujući otok Pag i sve istočnojadranske otoke jugoistočno od Kvarneričkih vrata. Tako izdvojena cjelina identična je s donedavnim pojmom Južno hrvatsko primorje,[nedostaje izvor] koji je odgovarao prostoru funkcionalnog okupljanja oko splitskog makroregionalnog središta i regionalnih centara Zadra, Šibenika i Dubrovnika, iako o pripadnosti dubrovačkoga područja Dalmaciji postoje suprotstavljena mišljenja.
Suvremena regionalizacija Hrvatske,[nedostaje izvor] u sklopu Jadranske Hrvatske kao europske regije II. razine prepoznaje dalmatinski prostor kao prostor četiriju županija s naglašenim značenjem Splita i Zadra kao izraženih središta (nad)regionalne razine u južnom i središnjem dijelu Jadranske Hrvatske, te Šibenika i Dubrovnika kao subregionalnih središta. Posebno je značenje integrativne uloge Splita za središnji južni dalmatinski prostor te Zadra u nodalno-funkcionalnom vezivanju prostora sjeverne Dalmacije i Like. Naime, obuhvatom Zadarske županije i dijela prostora južne Like izmijenjene su upravno-teritorijalne okolnosti donedavnog poimanja dalmatinskog prostora u granicama Jadranske Hrvatske.
Dakle, središnje i južno hrvatsko primorje, odnosno središnja i južna jadranska Hrvatska koje se najvećim dijelom poistovjećuju s pojmom Dalmacije, izduženi su primorski pojas, oko 400 km dužine i do 70 km širine u središnjem dijelu. U prostranijem sjeverozapadnom dijelu omeđen je planinskim nizovima Velebita, Dinare i Kamešnice, dok je prema jugoistoku prirodna međa manje izrazita i nalazi se u neposrednom zaobalju uskog priobalnog pojasa.
Prostire se na površini od oko 12.951 km2 ili na oko 22 % površine Hrvatske, gdje je 2011. godine živjelo 817.758 stanovnika ili 20 % stanovništva Hrvatske. Prosječna gustoća naseljenosti niža je od prosjeka za Hrvatsku – 71,5 stan./km2 (Hrvatska: 75,7 stan./km2).
Zaštitnik Dalmacije je sveti Jeronim.

## Povijest
Područje Dalmacije naseljeno je još od prapovijesti, o čemu svjedoče brojna arheološka nalazišta. U antici ovim prostorom dominiraju ilirska plemena, osobito Delmati, po kojima Dalmacija i dobiva ime. U 1. stoljeću pr. Kr. Rimljani pokreću vojna osvajanja te nakon dugotrajnih sukoba uspostavljaju kontrolu nad regijom, uključujući važna urbana središta poput Salone.
Nakon propasti Zapadnog Rimskog Carstva u 5. stoljeću, Dalmacija prolazi kroz razdoblje velikih seoba naroda i učestalih promjena vlasti. Tijekom ranog srednjeg vijeka razvijaju se jadranski gradovi (npr. Zadar, Trogir, Dubrovnik), dok unutrašnjost postupno naseljavaju Hrvati. Od 10. stoljeća Dalmacija je većinom uključena u sastav hrvatskih srednjovjekovnih država, iako primorski gradovi povremeno dolaze pod bizantski, mletački ili ugarsko-hrvatski utjecaj.
Od kraja 15. stoljeća veliki dijelovi Dalmacije dolaze pod vlast Mletačke Republike, dok osmanska osvajanja zahvaćaju unutrašnje dijelove regije. Nakon pada Venecije 1797., Dalmacija ulazi u sastav Habsburške Monarhije, gdje ostaje sve do raspada Austro-Ugarske 1918. godine.

U 20. stoljeću Dalmacija je dio Kraljevine SHS, kasnije Jugoslavije, a nakon raspada SFRJ 1991. godine postaje sastavni dio suverene Republike Hrvatske.

## Reljef i klima
Prevladava krški reljef Dinarida, a klima je većinom sredozemna (mediteranska), odnosno polusredozemna (submediteranska) s pripadajućim klimazonalnim zajednicama raslinja.
Primorsko obilježje regije ojačano je velikim udjelom otočnog pojasa. U dalmatinskom akvatoriju, nalazi se 942 otoka, otočića, hridi i grebena ili 78 % njihovog broja u Hrvatskoj. Prostiru se na oko 2070 km2 (63,5 % površine svih hrvatskih otoka, odnosno 16 % površine Dalmacije).
Po postanku i građi otoci su dio susjednog dinarskog kopna (nepotopljeni dijelovi reljefnih uzvisina). Sjevernodalmatinski otoci su brojniji, a, osim Paga, i manji. Izduženi su i pružaju se usporedno s obalom i planinskim nizom u zaobalju, u pravcu sjeverozapad – jugoistok (tzv. dinarski pravac pružanja reljefa, odnosno dalmatinski tip obale).
Izraziti primjeri takva tipa obale jesu Pag, Ugljan, Pašman, Dugi otok, Kornat i Žirje.
Otvorena kopnena obala oko rta Ploče kod Rogoznice, kao međaš Sjeverne i Srednje Dalmacije, odnosno Srednje i Južne Jadranske Hrvatske, odvaja ih od srednjodalmatinskih otoka, koji su veći i pružaju se u pravcu zapad – istok (hvarski pravac pružanja). To su Hvar, Brač, Šolta, Korčula, Vis, Lastovo i Čiovo. Sjeverozapadno od Visa nalaze se pučinski otočići Jabuka i Brusnik, koji su vulkanskog porijekla.
Najjužniji otoci – Mljet i Elafitski otoci te poluotok Pelješac pružaju se dinarskim pravcem, sjeverozapad – jugoistok.
U reljefu većih otoka ističu se vapnenačke uzvisine i niži dijelovi, udubljenja, građena od manje propusnih dolomita. Niži dijelovi ponegdje su zamočvareni (blata na Pagu, blatine na Mljetu itd.), dok su na rubovima udolina djelovanjem abrazije stvorena slikovita žala.
Kopneni obalni pojas Dalmacije dug je oko 1200 km, što je gotovo 2/3 hrvatske kopnene obale. Najnepovoljniji je južni dio velebitskog primorja i priobalje oko rta Ploče, kod Rogoznice, koje obilježavaju strma i krševita obala te slabija povezanost sa zaobaljem. Najvećom vrijednošću ističe se sjevernodalmatinsko priobalje s plodnim Ravnim kotarima oko Zadra i Biograda te priobalje između Trogira i ušća Neretve, s kaštelanskom flišnom zonom i šljunkovitim podbiokovskim žalama.
Južno od Dubrovnika obala je otvorena prema pučini i time dolazi pod najveći utjecaj abrazije.
U zaobalju priobalnog planinskog niza srednje Dalmacije, između Promine i donjeg toka Neretve, pruža se oko 150 km dug krški pojas Zagore. Sjeverozapadno od Promine prevladavaju niski reljef Ravnih kotara te sjevernodalmatinska krška zaravan i krško pobrđe Bukovice.

## Vode
Prevladavajuća krška podloga odražava se u bogatoj i složenoj cirkulaciji voda te razmjernom siromaštvu površinskih tokova. Od većih rijeka ističu se Cetina (105 km), Krka (75 km), Zrmanja (64 km) i Neretva (218 km, od čega 20 km u Hrvatskoj). U Dalmaciji se nalaze dva od tri najveća prirodna jezera u Hrvatskoj:
- Vransko jezero kod Pakoštana (Vrana) – 30 km2
- Prokljansko jezero u donjem toku Krke, kod Šibenika – 11,5 km2

Od većih jezera još se ističu Perućko jezero na rijeci Cetini, najveća umjetna vodosprema u Hrvatskoj (13 km2) te dva krška jezera – Modro i Crveno jezero kraj Imotskog, te Baćinska jezera (skupina od 5 jezera, međusobno povezanih) kod Ploča i aluvijalno jezero Kuti kod Opuzena.

## Tla
U Dalmaciji prevladavaju tla koja su se razvila pod prevladavajućim utjecajem litološkog sastava podloge. Najtipičniji predstavnik takve skupine tala je crvenica (terra rossa), nastala kao posljedica otapanja karbonatne osnove, vapnenaca i dolomita. U Ravnim kotarima i oko Kaštelanskog zaljeva rasprostranjena su smeđa tla, odnosno nerazvijena tla na flišu, a u delti Neretve prevladavaju aluvijalna tla, odnosno mlađi riječni nanosi sa slabo izraženim pedološkim svojstvima.

## Vegetacija
Na svim pučinskim otocima i cijelom dužinom uskog kopnenog priobalja, od Vira i Zadra na sjeverozapadu, proteže se eumediteransko područje zimzelenog raslinja (hrast crnika, alepski bor, dalmatinski crni bor). U kopnenoj unutrašnjosti rasprostranjen je hrast medunac s bjelograbom i crnograbom.
U pojasevima visina većih od 1000 m pojavljuje se bukva, koju na još višim dijelovima zamjenjuje klekovina.
Prisutni su razni degradacijski vegetacijski stadiji, kao posljedica rane naseljenosti i tisućljetnog iskorištavanja ograničenih gospodarskih potencijala krške prirodne osnove:
- makija – teško prohodne, guste i visoke šikare pravog sredozemnog pojasa
- garig – niske i svijetle šikare pravog sredozemnog pojasa
- kamenjar – obrasao niskim polugrmovima i zeljastim biljkama.

## Poljoprivreda i gospodarstvo
U Dalmaciji je relativno malo obradivih površina, no i ono malo što se nađe među kamenjem u škrtom tlu izuzetno vrijedi jer se radi o tlu koje dobro upija i zadržava vodu, crvenici. Najrazvijeniji poljoprivredni krajevi Dalmacije su Ravni kotari i neretvanska dolina, ali i područja krških polja (npr. Petrovo, Kosovo, Imotsko). Najzastupljenije kulture su vinova loza, maslina i smokva. U zadarskom zaobalju uzgaja se višnja maraska te se od nje proizvodi čuveni liker Maraschino, a u neretvanskoj dolini ima dosta agruma (poglavito mandarina) te lubenica. Zastupljeno je i povrtlarstvo. Najvažnije stočarske grane su ovčarstvo i kozarstvo, ali i pčelarstvo. Autohtona životinjska vrsta je magarac. Dosta cijenjeni i široko prepoznati proizvodi koji dolaze iz Dalmacije su paški sir i dalmatinski pršut. Na otoku Pagu i u Stonu od najstarijih vremena se vadi morska sol na stari, tradicionalni način. Iznimno značajni su i ribarstvo i školjkarstvo. Riba i ostali morski organizmi i plodovi se love u slobodnom izlovu, ali se i uzgajaju. 
Daleko najjača gospodarska grana u Dalmaciji koja od polovice 20. stoljeća potiskuje sve ostale zasigurno je turizam. Dalmatinski prostor je svojevrsni biser hrvatskog turizma. Ovaj hrvatski areal posjetiteljima nudi mnoštvo kvalitetnih sadržaja, od razgledavanja brojnih prirodnih i kulturnih znamenitosti do uživanja u vrhunskim jelima i gastronomskim specijalitetima niza restorana, hotela i ostalih ugostiteljskih objekata. Hrvatsko jadransko more spada među toplija mora u svijetu, a mnoge plaže priobalnih gradova i mjesta vode se kao plaže s čistim morem.

## Promet
Izgradnjom suvremene i dugoiščekivane autoceste kralja Tomislava od Zagreba do Zadra 2003., Splita (2005.) te Ploča (2013.) i Dubrovnika (u planu) i ova hrvatska regija povezuje je kvalitetnom cestovnom prometnicom s ostatkom zemlje. Kao dio Jadransko-jonske prometnice, Autocesta se gradi i dalje prema jugu, a najveći problem u potpunom povezivanju je tzv. Neumski koridor BiH, te je potrebno izgraditi Pelješki most čija gradnja trenutačno traje, a rok izgradnje je 31. siječnja 2022. Za vrijeme socijalističke Hrvatske, 1961. puštena je u promet dužobalna Jadranska turistička cesta (JTC) jadranska magistrala.

## Stanovništvo i naseljenost
Dalmatinski prostor, odnosno Srednje i Južno hrvatsko primorje pokazuje stalni porast stanovništva unatoč naglašenom iseljavanju, posebice na prijelazu 19. u 20. stoljeće, i kasnije sve do danas. Međutim, to je ublažavano razmjerno visokom stopom prirodnog priraštaja, pa je održana ravnoteža rasta. Posljednjih desetljeća stopa rasta je ublažena, a u razdoblju od 2001. do 2011. dvije su županije imale rast, a dvije pad broja stanovnika. 
Većinsko su stanovništvo Hrvati, a ostali čine manje od 10 % stanovništva.
Današnja snažna regionalna središta su Split (178 102 stanovnika 2011.) grad smješten u sredini priobalnog dijela Dalmacije, te Zadar (75 062 stanovnika 2011.) nekadašnje upravno središte položeno u središtu hrvatske obale Jadrana, sa sve većom ulogom središta i za najveći dio susjedne Like, te Šibenik (46 332 stanovnika) i Dubrovnik (42 615 stanovnika). Značajan je i niz manjih središta – priobalno Starigrad Paklenica, Vir, Bibinje, Pag, Nin, Biograd na Moru, Vodice, Trogir, Kaštela, Solin, Podstrana, Omiš, Makarska i Ploče, a u zaobalju Obrovac, Benkovac, Knin, Drniš, Skradin, Vrlika, Sinj, Trilj, Imotski, Vrgorac, Metković i Opuzen. Od naseljenih otoka mogu se izdvojiti Brač, Hvar, Vis i Korčula te Krk, Pag, Vir, Murter i Čiovo koji su povezani mostom s kopnom.

### Gradovi
| Grb | Grad            | Županija               | Površina (km2) | Stanovništvo (Popis 2021.) |
| --- | --------------- | ---------------------- | -------------- | -------------------------- |
|     | Split           | Splitsko-dalmatinska   | 79,00          | 161 312                    |
|     | Zadar           | Zadarska               | 194,00         | 70 829                     |
|     | Šibenik         | Šibensko-kninska       | 134,55         | 42 589                     |
|     | Dubrovnik       | Dubrovačko-neretvanska | 143,35         | 41 617                     |
|     | Kaštela         | Splitsko-dalmatinska   | 57,67          | 37 951                     |
|     | Solin           | Splitsko-dalmatinska   | 18,37          | 24 912                     |
|     | Sinj            | Splitsko-dalmatinska   | 181,00         | 23 575                     |
|     | Metković        | Dubrovačko-neretvanska | 50,82          | 15 349                     |
|     | Omiš            | Splitsko-dalmatinska   | 266,20         | 14 125                     |
|     | Makarska        | Splitsko-dalmatinska   | 28,00          | 13 344                     |
|     | Trogir          | Splitsko-dalmatinska   | 39,10          | 12 429                     |
|     | Knin            | Šibensko-kninska       | 355,00         | 11 755                     |
|     | Benkovac        | Zadarska               | 514,00         | 9728                       |
|     | Imotski         | Splitsko-dalmatinska   | 73,25          | 9321                       |
|     | Konavle         | Dubrovačko-neretvanska | 209,25         | 8627                       |
|     | Ploče           | Dubrovačko-neretvanska | 142,00         | 8252                       |
|     | Trilj           | Splitsko-dalmatinska   | 267,00         | 8229                       |
|     | Vodice          | Šibensko-kninska       | 130,59         | 8704                       |
|     | Vrgorac         | Splitsko-dalmatinska   | 284,00         | 5711                       |
|     | Biograd na Moru | Zadarska               | 37,00          | 5598                       |
|     | Korčula         | Dubrovačko-neretvanska | 112,31         | 5419                       |
|     | Obrovac         | Zadarska               | 350,00         | 3608                       |
|     | Hvar            | Splitsko-dalmatinska   | 62,8           | 3998                       |
|     | Supetar         | Splitsko-dalmatinska   | 30,00          | 4341                       |
|     | Pag             | Zadarska               | 162,00         | 3187                       |
|     | Skradin         | Šibensko-kninska       | 186,79         | 3349                       |
|     | Opuzen          | Dubrovačko-neretvanska | 24,04          | 2851                       |
|     | Drniš           | Šibensko-kninska       | 355,00         | 6263                       |
|     | Stari Grad      | Splitsko-dalmatinska   | 52,59          | 2790                       |
|     | Nin             | Zadarska               | 91,00          | 2714                       |
|     | Vrlika          | Splitsko-dalmatinska   | 237,73         | 1706                       |
|     | Vis             | Splitsko-dalmatinska   | 52,00          | 1927                       |
|     | Komiža          | Splitsko-dalmatinska   | 48,00          | 1395                       |
|     |                 | Dalmacija              | 12 158         | 577 505                    |

## Vanjske poveznice
|  | Zajednički poslužitelj ima još gradiva o temi Dalmacija |